# Giovanni Stefano Aiazza
Giovanni Stefano Aiazza (Vercelli, 1550 circa – 1618) è stato un vescovo cattolico italiano.
È stato vescovo della diocesi di Asti dal 1597 al 1618.

## Biografia
Chiamato alla successione di Cesare Benso, proveniva dalla nobile famiglia Aiazza (o Ayazza) di Vercelli dove ricopriva la carica di arcidiacono del capitolo della Cattedrale.

## L'operato
(monsignor GianStefano Aiazza)

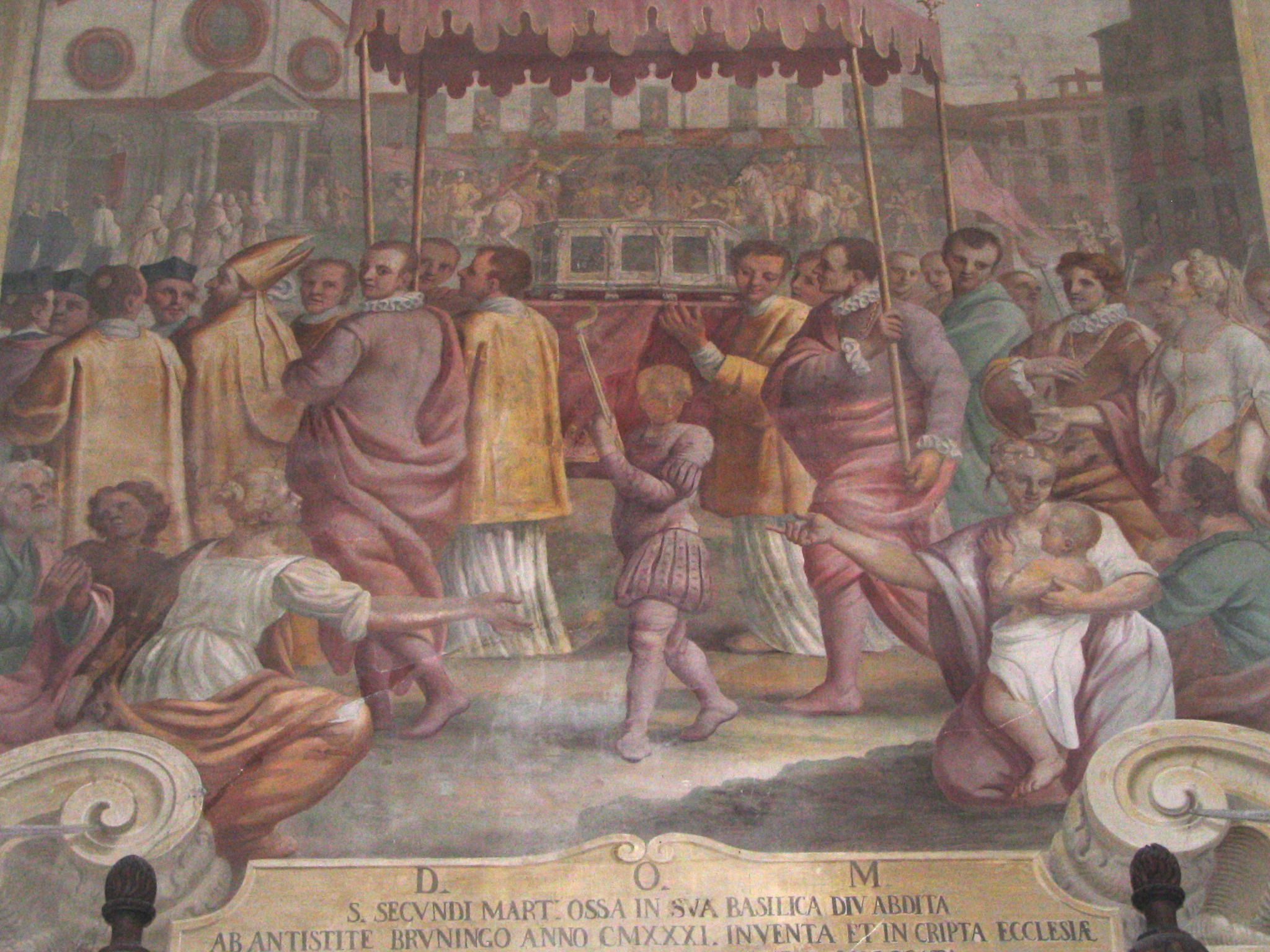
Cattedrale di Asti, traslazione delle reliquie di San Secondo da parte del vescovo Aiazza

Il vescovo Aiazza si rivelò, nel suo operato una persona retta, concreta, deciso nell'intervenire per rimediare alle infrazioni del clero.
Fu infatti, il promulgatore della "Tabella Erratorium clericalium", da appendersi in tutte le sacrestie e vero codice "deontologico" clericale dell'epoca.
Durante il suo episcopato tentò inutilmente di cedere i diciassette feudi vescovili della diocesi di Asti a titolo di permuta al duca Carlo Emanuele I di Savoia e ai suoi successori in perpetuo, per limare gli attriti con casa Savoia e poter rimpinguare le casse dell'episcopato che a quel tempo erano vuote, ma la Santa Sede si rifiutò categoricamente di approvare l'accordo.
Il vescovo inoltre nel 1597 effettuò la traslazione delle reliquie del patrono San Secondo per dar loro una più degna collocazione.
Le reliquie vennero traslate in una preziosa cassa offerta dal duca Emanuele I, dopo una solenne processione per le strade di Asti facendo stazione nella Chiesa di San Secondo della Torre Rossa, nella Cattedrale e infine nella Collegiata.
Il vescovo fu anche il promotore dell'insediamento ad Asti dei padri Barnabiti presso la parrocchia di San Silvestro il 31 ottobre 1601.
Nel 1606 il vescovo li trasferì presso la parrocchia di San Martino, a loro va la costruzione della nuova chiesa barocca nel 1696, sul sedime della precedente chiesa medievale ormai fatiscente.

## I sinodi diocesani
Furono tre:
- 23 ottobre 1597
- 14 ottobre 1601
- 19 aprile 1605